# إيمرسون جون مور
إيمرسون جون مور (بالإنجليزية: Emerson John Moore)‏ هو كاهن كاثوليكي أمريكي، ولد في 16 مايو 1938 في نيويورك في الولايات المتحدة، وتوفي في 14 سبتمبر 1995 في سنتر سيتي في الولايات المتحدة.